# Harold Scott
Harold Richard Scott, né 24 décembre 1887 à Banbury et mort le 19 octobre 1969 à Minehead, est un commissaire de la Metropolitan Police entre 1945 et 1953.

## Biographie
Scott nait à Banbury, dans l'Oxfordshire, et passa son enfance à Bruton, dans le Somerset. Il effectua ses études à la Sexey's School, puis au Jesus College de Cambridge. En 1911, il entra au ministère de l'Intérieur en qualité de fonctionnaire, occupant divers emplois, notamment celui de secrétaire du Comité de réinsertion des travailleurs (1918-1919) et, plus tard, celui de président de la Commission pénitentiaire (1932-1939). Avec le déclenchement de la Seconde Guerre mondiale, ses fonctions prirent une tournure plus militaire : il intégra l’Administration de la défense civile de Londres avant d’être nommé, en 1943, secrétaire permanent du ministère de la Production aéronautique.
En 1944, le ministre de l’Intérieur britannique, Herbert Morrison, offrit à Scott la charge de commissaire de la police métropolitaine pour l’après-guerre. Sa désignation en 1945 suscita une vive surprise dans les cercles policiers, car Scott fut le premier titulaire de ce poste à n’avoir ni expérience des forces de l’ordre ni passé militaire depuis Richard Mayne, qui était juriste lors de sa nomination. À la différence de tous ses successeurs, il n’appartenait pas au corps policier et n’en avait pas suivi le cursus.
L’expérience administrative acquise par Scott s’avéra profitable pour la gestion du commissariat, notamment dans ses dimensions organisationnelles. Son action permit de réaliser d’importantes économies au sein de la police métropolitaine. Il contribua également à l’amélioration des relations publiques de l’institution, en facilitant, entre autres, la collaboration sans précédent accordée à Ealing Studios pour la production du film La Lampe bleue. Cette œuvre cinématographique devait par la suite inspirer la série télévisée Dixon of Dock Green, laquelle présentait une vision idéalisée de la police métropolitaine, largement influencée par l’interprétation du constable George Dixon par l’acteur Jack Warner.
Durant son mandat à la Metropolitan Police, Scott eut à instruire plusieurs causes célèbres, parmi lesquelles figura le procès de Derek Bentley, accusé du meurtre du constable Sidney Miles, dit PC Miles.
En 1951, l’autorité policière de Scott institua un programme d’instruction destiné à de jeunes gens âgés de seize à dix-huit ans, visant à les former aux rudiments du métier de cadets de police.
Harold Scott, ayant quitté ses fonctions en 1953, se voua dès lors à la composition de divers traités relatifs à la criminalité et au maintien de l’ordre, au nombre desquels The Concise Encyclopedia of Crime and Criminals (1962) demeure le plus notoire. Le commissariat de Limehouse, dont l’édification s’acheva au terme de la Seconde Guerre mondial, fut érigé sous son patronage. Une épigraphe, toujours en place, en perpétue le souvenir près des battants de l’entrée principale, sis rue Birchfield.)

## Dans la culture populaire
En 2022, Scott a été interprété par Tim Key dans le film anglo-américain See How They Run.